# Караиндаш II
Караиндаш II (Каракиндаш, Кара-Хардаш) — касситский царь Вавилонии, правил приблизительно в 1347 — 1346 годах до н. э.

## Царствование
О царе Караиндаше II упоминают две месопотамские хроники — АВС 21 (Синхроническая история) и АВС 22 (Хроника Р). Называя несколько разные имена, они сходятся в одном — Караиндаш, или как его ещё называют Каракиндаш, был внуком ассирийского царя Ашшур-убаллита I, сыном его дочери Мубаллитат-Шеруа, отданной замуж в Вавилонию. Однако доподлинно неизвестно был ли он сыном самого Бурна-Буриаша II или только одного из его сыновей, возможно, его наследника, но умершего раньше своего отца. Вероятно, Ашшур-убаллит I способствовал возведению на престол своего внука, что в свою очередь вызвало недовольство касситов вмешательством Ассирии в их внутренние дела. Караиндаш стал жертвой мятежа и был свергнут восставшими касситами. Вместо него на трон был посажен касситский ставленник Нази-Бугаш. Вот как об этом повествуют Хроники:

«При Ашшур-убаллите I, царе страны Ашшур, — Каракиндаш, царь страны Кардуниаш, сын Мубаллитат-Шеруа, дочери Ашшурубаллита, — войска касситов взбунтовались и убили его. Назибугаша-кассита, безродного они взяли царствовать над собой. Ашшур-убаллит пошёл на страну Кардуниаш, чтобы отомстить за Каракиндаша, сына дочери своей. Он убил Назибугаша, царя страны Кардуниаш. Он поставил Куригальзу Младшего, сына Бурна-Буриаша II, на царство, возвёл его на престол его отца».— «Из Синхронической истории»

«Каракиндаш, сын Мубаллитат-Шеруа, дочери Ашшур-убаллита I, царя страны Ашшур. Потом народ касситов восстал против него и убил его. Они взяли Шузигаша (скорее всего ошибка — имеется в виду Нази-Бугаш), кассита безродного, царить над собой. Ашшур-убаллит I, царь страны Ашшур, чтобы отомстить за Каракиндаша (в тексте ошибочно приведено имя Кадашман-Харбе), сына своей дочери, двинулся на страну Кардуниаш. Шузигаша-кассита он убил и возвёл Куригальзу II, сына Бурнабуриаша II (в тексте ошибочно приведено имя Кадашман-Харбе), на престол отца его».— «Хроника Р»
| III Вавилонская (касситская) династия |                                              |                      |
| Предшественник: Бурна-Буриаш II       | царь Вавилона ок. 1347 — 1346 годов до н. э. | Преемник: Нази-Бугаш |